# 1528 en philosophie
Chronologie de la philosophie
- 1524
- 1525
- 1526
- 1527
- 1528
- 1529
- 1530
- 1531
- 1532

L’année 1528 a été marquée, en philosophie, par les événements suivants :

## Naissances
- Pedro da Fonseca, jésuite, théologien, philosophe et écrivain portugais, surnommé l'Aristote portugais, né en 1528 au village de Proença-a-Nova, mort le 4 novembre 1599 à Lisbonne.
- Johann Jakob Wecker ou Jean-Jacques Wecker (nom apparaissant dans certaines éditions), médecin et philosophe allemand né en 1528 et décédé en 1585 ou 1586.

- 29 février à Valladolid : Domingo Báñez, (décédé à Medina del Campo le 22 octobre 1604) frère dominicain et théologien espagnol.